# The Thompson Fields
Albums de Maria Schneider
Sky Blue  (sous le nom de Maria Schneider Orchestra
(2007) Winter Morning Walks (sous le nom de Maria Schneider et Dawn Upshaw
(2013)
The Thompson Fields est un album de jazz de Maria Schneider sorti le 2 juin 2015. Il aura fallu huit ans depuis son précédent disque jusqu'à la parution de ce nouvel album de la compositrice - chef d'orchestre sous son nom, avec sa formation de big band jazz habituelle, formation qui comprend 18 musiciens.

## Genèse de l'album
Comme indiqué par Maria Schneider dans le livret accompagnant l'album, ce disque est « consacré à la beauté, la nature et les paysages ». La musique prend son inspiration dans des lieux, dans la campagne du Minnesota où elle a grandi, mais aussi dans des instants de vie, des souvenirs d'enfance, des poèmes lus, des personnes chères à sa vie, le tout composant une méditation sur la notion de racine et de foyer (Home est l'un des morceaux de l'album).

### Une maîtrise des droits d'auteurs
La réalisation du disque s'est faite via financement participatif (crowdfunding), à travers la plateforme ArtistShare, dédiée au jazz. 
Fervente acteur de la défense du droit d'auteur des compositeurs, Maria Schneider a délibérément choisi d'avoir recours à ce système depuis 2003 pour créer et diffuser sa musique qui n'est accessible que depuis son propre site mariaschneider.com. Ce parti pris lui permet de financer la création de nouvelles œuvres artistiques tout en partageant avec les personnes qui la soutiennent la genèse et l'avancée de son processus créatif (via des documents, des vidéos explicatives, des séances filmées de répétition, des discussions avec ses musiciens...).

## Récompense
Cet album a reçu, le 15 février 2016, le Grammy Award de la catégorie « grand ensemble de jazz ».
Il fait également partie des meilleurs de 2015 pour le New York Times.

## Pistes
8 morceaux composent cet album d'une durée de 77 minutes :
1. Walking by Flashlight (durée : 5 min 01 s) : morceau inspiré du poème de Ted Kooser  "November 18" tiré du recueil "Winter Morning Walks". Maria Schneider avait déjà présenté ce morceau dans son précédent disque "Winter Morning Walks" (2013), mais il est ici réarrangé pour son big band. On y entend notamment un chorus de clarinette alto joué par Scott Robinson : « Je pense que c'est la première fois qu'on peut entendre une clarinette alto dans un big band », précise Maria Schneider.
2. The Monarch and the Milkweed (durée 12 min 07 s) : morceau inspiré par la beauté et la vie abondante dans les prairies du Minnesota, particulièrement par le papillon monarque. Un morceau destiné à montrer la forte interdépendance des êtres avec leur environnement, sachant que le monarque ne peut exister sans la plante Asclepias. Chorus : Marshall Gilkes (trombone) ; Greg Gisbert (bugle).
3. Arbiters of Evolution (durée 13 min 59 s) : il fait référence à la beauté et aux performances de l'oiseau de paradis (Paradisaeidae) de Nouvelle-Guinée, témoignant de la passion de Maria Schneider pour les oiseaux et de son engagement auprès du Cornel Lab of Ornitology, dont elle est l'un des membres actifs. Chorus : Donny McCalslin (saxophone ténor) ; Scott Robinson (saxophone baryton).
4. The Thompson Fields (durée 10 min 00 s) : ce morceau, donnant le titre de ce CD, est inspiré par une très belle ferme et ses habitants, située près de la maison de Maria Schneider lorsqu'elle était enfant. La compositrice adorait se poster tout en haut d'un silo situé non loin, ce qui lui permettait de dominer la prairie pour regarder le vent y dessinant des ondes de mouvements, qu'elle s'applique à retranscrire ici. Chorus : Frank Kimbrough (piano) ; Lage Lund (guitare électrique).
5. Home (durée 7 min 45 s) : pièce qui explore le concept de "Maison", dédicacée à l'impresario de jazz George Wein, qui a permis à Maria Schneider de faire ses débuts au Newport Jazz Festival (l'un des festivals de jazz permanents les plus anciens dans le monde). Chorus : Rich Perry (saxophone ténor).
6. Nimbus (durée 9 min 31 s) : trouve son inspiration dans la vision du paysage du Midwest qui peut être sombre et terne, pouvant être sujet de changements climatiques dramatiques qui suscitent la crainte. Chorus : Steve Wilson (saxophone alto).
7. A Potter's Song (durée 5 min 29 s) : morceau dédié à Laurie Frink, trompettiste (décédée d'un cancer en 2013) membre du big band de Maria Schneider pendant plus de 20 ans. En plus de ses qualités humaines et de musicienne, Laurie Frink réalisait de magnifiques poteries (ce qui donne le titre de cette pièce). Chorus : Gary Versace (accordéon).
8. Lembrança (durée 13 min 20 s) : morceau en forme de samba, dédié à Paulo Moura. Cette pièce est une évocation de la ville de Rio, avec ce mélange d'une possible noirceur de certaines de ses rues crevassées et tristes compensée par la musique qu'on peut y entendre dans la nuit, émanant des répétitions dans une école de samba. Chorus : Ryan Keberle (trombone) ; Jay Anderson (contrebasse).

## Composition du big band
Le big band comprend 18 musiciens, dirigés par Maria Schneider (auquel s'ajoute Rogerio Boccato, qui joue les percussions, dans le morceau Lembrança). 
- Maria Schneider : compositrice/chef d'orchestre
- Steve Wilson – saxophone alto, saxophone soprano, clarinette, flute,  flute alto ;
- Dave Pietro – saxophone alto, saxophone soprano, clarinette, flute, flute alto, flute basse, piccolo ;
- Rich Perry – saxophone ténor ;
- Donny McCaslin – saxophone ténor, clarinette; flute ;
- Scott Robinson – saxophone baryton, clarinette basse, clarinette alto, clarinette ;
- Tony Kadlock – trompette, bugle ;
- Greg Gisbert – trompette, bugle ;
- Augie Haas – trompette, bugle ;
- Mike Rodriquez – trompette, bugle ;
- Keith O’Quinn – trombone ;
- Ryan Keberle – trombone ;
- Marshall Gilkes – trombone ;
- George Flynn –  trombone basse ;
- Gary Versace – accordéon ;
- Lage Lund – guitare  ;
- Frank Kimbrough – piano ;
- Jay Anderson – contrebasse ;
- Clarence Penn – batterie.

## Crédits
Ce disque, produit par Maria Schneider et Ryan Truesdell, a été enregistré à New York du 26 au 30 août 2014 dans les studios Avatar.
- Ingénieur du son : Brian Montgomery, assisté de Thom Beemer et Tyler Hartman
- Mixé par Brian Montgomery, Maria Schneider et Ryan Truesdell
- Mastérisé par Gene Paul au G&J Audio